# Lionel Ravi
Lionel Christian Ravi (Le Prêcheur, 12 novembre 1985) è un calciatore francese, centrocampista del Golden Star e della Nazionale martinicana.

## Carriera

### Club
Comincia a giocare nel Case-Pilote. Nel 2010 si trasferisce al Golden Lion. Nel 2012 passa Club Franciscain, in cui milita fino al 2015. Nel 2015 viene ceduto all'Essor Préchotain. Nel 2016 viene acquistato dal Golden Star.

### Nazionale
Debutta in Nazionale il 23 giugno 2009, nell'amichevole Haiti-Martinica (0-0). Viene convocato per la CONCACAF Gold Cup 2013.

## Palmarès

### Club

#### Competizioni nazionali
- Championnat de Division d'Honneur: 2

Club Franciscain: 2012-2013, 2013-2014
- Coupe de la Martinique: 2

Case-Pilote: 2010
Club Franciscain: 2015